# ريد توب (مقاطعة دالاس)
ريد توب (مقاطعة دالاس) (بالإنجليزية: Red Top (Dallas County))‏ هي إحدى المجتمعات الفردية (غير مصنفة) في ولاية ميزوري في الولايات المتحدة الأمريكية.